# 사카모토 고키
사카모토 고키(일본어: 坂本 亘基, 1999년 1월 19일~)는 일본의 축구 선수이다.

## 구단 경력
그는 2021년 J3리그의 로아소 구마모토에 입단했다. 2021년 J3리그 우승으로 J2리그로 승격했다. 2022년까지 52경기에 출전하여, 7득점을 넣었다. 2023년 J1리그의 요코하마 FC로 이적했다. 2024년 J2리그의 몬테디오 야마가타로 이적했다.